# Entre naranjos
Entre naranjos es una novela del escritor valenciano Vicente Blasco Ibáñez, de 1900, encuadrada dentro de su ciclo de novelas valencianas. 

## Argumento
La novela narra la historia de Rafael, el único hijo de la familia con más poder de la pequeña localidad valenciana de Alcira. Tras la muerte de su padre, un político sin escrúpulos corrompido por el poder, Rafael decide hacerse cargo del negocio familiar (la plantación y distribución de naranjas), así como continuar la carrera política emprendida por su padre. 
Al contrario que su padre, Rafael es un hombre culto y honrado, lo que no impide que en poco tiempo se convierta en un exitoso hombre de negocios y en político. A pesar del éxito, lo único que hace feliz a Rafael es estar junto a Leonora, una enigmática cantante de ópera que, tras varios años en Italia, regresa a Alzira para curarse de las heridas del pasado. Sin embargo, el círculo conservador que rodea a Rafael se opone a esta relación porque desprecian a los artistas.

## En el cine
A diferencia del teatro de escritores franceses de su generación, Blasco Ibáñez se enriqueció gracias a sus libros, y no solo porque se convirtió en el escritor europeo más leído de su época, sino también porque Hollywood adaptó muchas de sus historias a la gran pantalla ya en los años 20. Y Entre naranjos, en 1926, fue una de ellas, aunque el film se distribuyó bajo el nombre de El torrent (El torrente).  Esta película fue dirigida por Monta Bell y está protagonizada por una jovencísima Greta Garbo, que por primera vez trabajaba en una cinta norteamericana.

## En televisión
En el año 1998, La 1 de TVE emitió la serie de televisión Entre naranjos, adaptación de la novela de Blasco Ibáñez dirigida por Josefina Molina y protagonizada por Nina Agustí y Toni Cantó. La serie consta de tres capítulos de hora y media.